# Józef Janta-Połczyński
Józef Janta-Połczyński (ur. w 1811 w Wielkiej Komorzy, zm. 22 stycznia 1890 w Raciążu) – polski ziemianin, h. Bończa, działacz oświatowy i narodowy w zaborze pruskim, filantrop, fundator stypendiów naukowych i bibliotek.

## Życiorys
Urodzony w 1811 r. w Wielkiej Komorzy (gm. Tuchola), w rodzinie ziemiańskiej Teodora Janta-Połczyńskiego, h. Bończa, i Joanny Żelewskiej, h. Brochwicz, córki Macieja, miecznika rzeczyckiego. Uczył się w gimnazjum w Chojnicach. Dzięki poezji A. Mickiewicza stał się gorącym patriotą. Działalność narodową rozpoczął już w okresie Wiosny Ludów (1848), ale poświęcił się jej całkowicie dopiero po przekazaniu majątku spadkobiercom i osiedleniu się w 1865 r. w Tucholi na tzw. Koślince (dziś ul. Główna). Tutaj założył tajną szkółkę, w której przygotowywał biedniejsze dzieci do nauki w szkołach średnich. Ułożył i wydał elementarz dla dzieci, który rozprowadzał bezpłatnie. W większych wsiach założył 40 bibliotek przeznaczając na ich utrzymanie ok. 200 talarów rocznie. Zajmował się również szkoleniem bibliotekarzy. Darami książkowymi wzbogacał biblioteki gimnazjalne w Chojnicach i Wejherowie. Bezpłatnie rozprowadzał książki polskie wśród ludności Prus Zachodnich, a także wysyłał je polskim emigrantom do Ameryki Północnej i Brazylii. W latach 80. XIX w. rozprowadził w ten sposób ok. 3 tys. książek i broszur. Zajmował się także poszukiwaniem bursztynu w Borach Tucholskich, o czym pisał artykuły do prasy polskiej. Był aktywnym działaczem Towarzystwa Moralnych Interesów w Toruniu i Towarzystwa "Oświata". Fundował stypendia dla kształcącej się młodzieży. Jego stypendystą był m.in. Stanisław Kujot, późniejszy ksiądz i wybitny historyk Pomorza, a także Antoni Schreiber z Raciąża, działacz polonijny w Buffalo. Był hojnym donatorem Towarzystwo Pomocy Naukowej i Poznańskiego Towarzystwa Przyjaciół Nauk. Korespondował z Adamem Mickiewiczem i na jego cześć nadał synowi imię Adam. Był żonaty ze swoją krewną Agnieszką Janta-Połczyńską, z którą miał dwóch synów bliźniakówː Adama (1839-1901) - posła do parlamentu niemieckiego, i Nepomucena. Zmarł w 1890 r. w Wysokiej Polnej (gm. Tuchola) i został pochowany w mauzoleum rodzinnym przy kościele w Raciążu. 
Obok dworu Janta-Połczyńskich w Małej Komorzy (gm. Tuchola) znajduje się kolumna z figurą św. Jana Nepomucena, wystawiona z inicjatywy Józefa, na której jest umieszczona tablica z następującym napisemː Tu spoczywają zwłoki w potyczce z Szwedami pod Woziwodą w r. 1659 poległych braci, Józef Janta-Połczyński wzniósł im ten pomnik w 1882 r.